# Nupharanassa
Nupharanassa — викопний рід сивкоподібних птахів родини яканових (Jacanidae), що існував в олігоцені. Описано два види, рештки яких знайдені в Єгипті у відкладеннях геологічної формації Джебель Катрані.